# Münchner Magistrat

Der Münchner Magistrat im Jahre 1903

Dem Münchner Magistrat oblag vor 1810 und von 1818 bis 1919 die Stadtverwaltung Münchens.

## Aufbau der Stadtverwaltung ab 1818
Die Münchner Stadtverwaltung wurde aus zwei Kammern gebildet. Die Erste Kammer, der Magistrat, bestand aus den zwei Bürgermeistern, von denen mindestens einer rechtskundig sein sollte, und den Magistratsräten. Der Erste Bürgermeister fungierte als Stadtoberhaupt. Die Zweite Kammer bestand aus dem Kollegium der Gemeindebevollmächtigten, die von den wahlberechtigten Bürgern direkt gewählt wurden. Diese beiden Kammern wurden 1919 zum Münchner Stadtrat vereinigt.

## Geschichte
1286 wurden erstmals Räte der Stadt München namentlich genannt (consules civitatis Monacensis). Ab ca. 1300 war der Münchner Stadtrat in einen Inneren und Äußeren Rat unterteilt. Sowohl in dem Inneren als auch in dem Äußeren Rat spielten die Münchner Patriziergeschlechter die wesentliche Rolle. Die Gmain (Gemeinde) der Bürger hatte nur geringen Einfluss. Der Konflikt zwischen den Bürgern der Stadt auf der einen und Teilen der Patrizier und dem Landesherrn auf der anderen Seite wurde erst im Impleraufstand 1385 und dann im Aufstand der Münchner Zünfte bis 1403 ausgetragen. Er endete mit dem Sieg der in München residierenden Wittelsbacher Herzöge Ernst und Wilhelm.
1447 erließ der Münchner Magistrat ein Bier-Reinheitsgebot.
In den folgenden Jahrhunderten verloren die Räte der Stadt stark an Bedeutung, da 1503 nach dem Ende des Bayerischen Erbfolgekriegs München alleinige Residenzstadt der Bayerischen Herzöge und später der Kurfürsten geworden war. Der Einfluss der Landesherren wurde so immer größer. Dies zeigt sich u. a. daran, dass der Kurfürst 1672 erstmals ein erbliches Patriziatsdiplom verlieh. Die Aufnahme in den Inneren Rat war demnach Sache des Landesherrn und nicht der Stadt.
Eine Rechtfertigungsschrift des Magistrats vom 28. Juli 1790 und die darin enthaltenen Angriffe auf die „verfehlte Regierungspolitik des Landesherrn“ führten zur Absetzung des Stadtrats. Kurfürst Karl Theodor ließ den gesamten „Inneren“ und „Äußeren Rat“ vor eine „kurfürstliche Spezialkommission“ bringen und einzeln verhören. Er übertrug die Geschäfte der Stadt zeitweise einer „kurfürstlichen Stadtadministrationskommission“. 1791 regelte Karl Theodor die jahrhundertealte „Ratswahlordnung“ neu. Ein von den Zünften gewähltes Gremium von 36 „Ausschüssern“ sollte als Repräsentanten der gesamten Stadtgemeinde den „Äußeren Rat“ und mit diesem gemeinsam den „Inneren Rat“ jährlich komplett neu wählen.
1810 wurde diese magistratische Verfassung aufgehoben. Von 1810 bis 1818 gab es einen Munizipalrat nach dem Vorbild der französischen Republik. Nach Erlass der Verordnung über die Verfassung und Verwaltung der Gemeinden im Königreich Baiern von 1818 wurden zwei Bürgermeister, von denen mindestens einer ein rechtskundiger Bürgermeister sein sollte, an die Spitze des Münchner Magistrats gesetzt, wobei der Erste Bürgermeister als Stadtoberhaupt fungierte. Erster Amtsinhaber wurde Franz Paul von Mittermayr.
1845 beschloss der Münchner Magistrat die Führung der Münchner Stadtchronik. Die Sitzungen des Münchner Magistrats sind seit 1848 öffentlich.
Wilhelm Ritter von Borscht, Erster Bürgermeister von München ab 1893, führte seit 1907 den Titel Oberbürgermeister. Ebenfalls 1907 erhielt der Münchner Magistrat die musikalische Volksbibliothek zum Geschenk.
Das Gesetz über die gemeindliche Selbstverwaltung vom 22. Mai 1919 hob das bisherige Zweikammersystem von Magistrat und Kollegium der Gemeindebevollmächtigten auf und ersetzte es durch ein Einkammersystem (Ratsverfassung).